# Zoot Allures
Zoot Allures studijski je rock album američkog glazbenika Frank Zappe, koji izlazi u listopadu 1976.g. Album izlazi kao dvostruko LP izdanje. Na ovome materijalu najviše do izražaja dolazi izvedba Terry Bozzia na bubnjevima i udaraljkama. Zappa je snimio gotovo sve ostale instrumente i s ovim albumom također ne napušta široki krug šou biznisa.

## Popis pjesama
Sve pjesme napisao je Frank Zappa, osim koje su naznačene.

### Strana prva
1. "Wind Up Workin' in a Gas Station" – 2:29
2. "Black Napkins" – 4:15
3. "The Torture Never Stops" – 9:45
4. "Ms. Pinky" – 3:40

### Strana druga
1. "Find Her Finer" – 4:07
2. "Friendly Little Finger" – 4:17
3. "Wonderful Wino" (Jeff Simmons, Zappa) – 3:38
4. "Zoot Allures" – 4:12
5. "Disco Boy" – 5:11

## Povijest izlaska albuma
| Država                            | Datum               | Izdavač         | Format   | Katalog   |
| --------------------------------- | ------------------- | --------------- | -------- | --------- |
| Sjedinjene Američke Države Kanada | 20. listopada 1976. | Warner Brothers | vinyl LP | BS 2970   |
| Velika Britanija                  | Prosinac 1976.      | Warner Brothers | LP       | K 56298   |
| Sjedinjene Američke Države        | Svibanj 1990.       | Rykodisc        | CD       | RCD 10160 |
| Velika Britanija                  | Svibanj 1990.       | Zappa Records   | CD       | CDZAP22   |
| Sjedinjene Američke Države        | 2. svibnja 1995.    | Rykodisc        | CD       | RCD 10523 |

### CD reizdanje Rykodisc
Reizdanje albuma Zoot Allures od izdavačke kuće Rykodisc koje izlazi na CD-u, miksano je i razlikuje se od originalnog vinyl izdanja.

## Izvođači
- Frank Zappa – sintisajzer, bas-gitara, gitara, kompozitor, direktor, klavijature, vokal, producent, remix, rekreacija
- Sharkie Barker – prateći vokali
- Terry Bozzio – bubnjevi, prateći vokali
- Napoleon Murphy Brock – saksofon, vokal
- Captain Beefheart – harmonika (u skladbi "Donnie Vliet")
- Ruben Ladron de Guevara – prateći vokali
- Roy Estrada – bas-gitara, vokal, prateći vokali
- Andre Lewis – orgulje, vokal, prateći vokali
- Davey Moire – vokal, prateći vokali, projekcija
- Lu Ann Neil – harfa
- Sparky Parker – vokal
- Dave Parlato – bas-gitara
- Ruth Underwood – sintisajzer, marimba

## Produkcija
- Arnie Acosta – mastering
- Amy Bernstein – dizajn projekta
- Michael Braunstein – projekcija
- Gary Heery – fotografija
- Cal Schenkel – dizajn
- Bob Stone – digitalni remastering

## Vanjske poveznice
- Detalji na Lyricsu
- Informacije o izlasku albuma